# Annunciazione (Peterzano)
L'Annunciazione è il soggetto di un dipinto a olio su tela di Simone Peterzano e conservato presso la pinacoteca del Museo diocesano di Milano.

## Storia
La tela era stata commissionata nel 1577 dal Seminario Maggiore di Milano che si trovava presso la porta Orientale. La commissione al Peterzano indica quanto fosse ben considerato in ambito milanese, anche se si era trasferito a Milano solo nel 1572 dopo aver lavorato e compiuto l'alunnato presso la bottega di Tiziano a Venezia, ma considerato attento alle indicazioni della Controriforma, e di san Carlo Borromeo. Il dipinto risulta fosse stato pagato lire 59 all'atto della commissione e saldato solo nel 1578 dopo essere stato posto nella cornice realizzata dal bergamasco Francesco Valle. 
Il soggetto era stato ripreso tre volte dal Peterzano, di cui uno conservato presso il museo di Museo Jeanne d'Aboville di La Fère del 1560, anche questo esposto alla mostra dell'Accademia Carrara.
Il dipinto è stato esposto nella mostra tenutasi nelle sale dell'Accademia Carrara di Bergamo, durante il percorso di studio delle opere di Tiziano, maestro del Peterzano, e Caravaggio alunno del pittore bergamasco.

## Descrizione
Il dipinto raffigura il momento dell'annunciazione ed è carico di particolari. L'angelo annunciante è raffigurato sopra una nuvola restando in precario equilibrio, come planando. Alza la mano verso Dio Padre e tiene nella sinistra un giglio, segno di purezza. I ricchi riccioli biodi parrebbero ricordare i trucioli del lavoro di falegname di san Giuseppe. L'angelo riprende quello conservato in Francia. La Vergine è raffigurata volta verso l'osservato, inginocchiata e in una postura che pare contorcersi. Il suo sguardo è umile, rivolto verso il basso con la mano al petto pronta ad accogliere l'annuncio. La Vergine pare dire «Ecco l'ancella del Signore: si faccia di me secondo la tua parola».
Lo studio del Baroni indica la presenza di alcuni disegni preparatori conservati presso il Castello Sforzesco che ben evidenziano il retaggio culturale veneziano dell'artista.
L'abito della Madonna risulta esser spento, così come quello di Dio, forse a causa dell'umidità che ha modificato i colori dall'azzurro al grigio.
La parte superiore della tela presenta l'immagine di Dio Padre, di cui è ravvisato un calo di qualità nella parte superiore con Dio Padre e gli angeli, anche se è una raffigurazione arcaica che si rifà alla tradizione, forse indicata nella committenza, avendo già da tempo infatti l'artista modificato queste raffigurazioni, quindi potrebbe essere stata imposta. Questa raffigurazione considerata arcaica doveva rispondere alle indicazioni del Borromeo e proprio riprendere antiche raffigurazioni che garantiva vi fossero indicazioni perfettamente leggibili anche se considerate ortodosse, ma che non dovevano condurre a diverse interpretazioni.